# Live in Philadelphia '70
Live in Philadelphia '70 är en i raden av musikgruppen The Doors inspelade livekonserter, utgivet hösten år 2005.
1969 Bestämde sig The Doors för att spela in ett livealbum. Detta är en i raden av konserter som slutligen blev Absolutely Live i klippt form. Inspelat i The Spectrum.

## Låtlista
Alla låtar skrivna och framförda av Densmore, Krieger, Manzarek och Morrison om inget annat anges.
CD 1:
1. Announcer Intro "sit down" 5:20
2. Tuning 1:26
3. Roadhouse Blues 4:30
4. Break On Through (To The Other Side) 5:01
5. Back Door Man(Dixon)/ Love Hides 6:35
6. Ship Of Fools 6:30
7. Universal Mind 4:27
8. When The Music's Over 13:43
9. Mystery Train 13:10
10. Wake Up 1:47
11. Light My Fire 11:46

Total speltid 76:18
CD 2
1. The Concert Continues 0:41
2. Maggie M'Gill 5:28
3. Roadhouse Blues (reprise) 2:39
4. Been Down So Long / Rock Me 9:04
5. The Music Capital Of The World, Philadelphia 0:30
6. Carol (Chuck Berry)1:48
7. Soul Kitchen 6:16

Total speltid 27:15